# Костел святих Апостолів Петра і Павла (Білобожниця)
Косте́л святих Апостолів Петра і Павла в Білобожниці — культова споруда, парафіяльний римо-католицький храм у селі Білобожниця Тернопільської области України.

## Історія
До середини 30-х років ХХ століття громада римо-католиків села належали до парафії святого Антонія Падуанського в Хом'яківці. 
У 1906—1907 роках збудовано з червоного каміння мурований неоготичний власний костел. 1946 року храм закрила радянська влада, а в ньому розмістили склад контори із заготівлі шкіри, а в парафіяльному домі — поліклініку, а потім (з 1957) аптеку. У 1979 році костел розібрали, а на його місці збудували автобусну зупинку.
У 1993 році парафія відновлена, а 3 вересня 1994 року єпископ Маркіян Трофим'як освятив у поверненому парафіяльному домі тимчасову каплицю. 
У травні 1999 року розпочали будівництво нового костелу, наріжний камінь якого 29 червня 1999 року освятив архієпископ Мар'ян Яворський. У 2005 році завершено будівництво нового костелу. 29 червня 2007 року єпископ Маркіян Трофим'як освятив новий вівтар та образи покровителів цієї святині.
Парафію обслуговують дієцезіальні священники, працюють також черниці із згромадження Сестер Служниць Непорочно Зачатої Діви Марії.